# Sony BMG
Sony BMG Music Entertainment var et verdensomspændende pladeselskab, som var resultatet af en fusion mellem Sony Music Entertainment (ejet af Sony Corporation of America, en del af Sony) og Bertelsmann Music Group (del af Bertelsmann) den 5. august 2004. I oktober 2008 opkøbte Sony aktiemajoriteten i Sony BMG, og ændrede navnet tilbage til Sony Music Entertainment.
Selskabet var et af de fire store musikselskaber, og ejede pladeselskaber som Arista Records, Columbia Records, Epic Records, J Records, RCA Victor, RCA Records, Sonic Wave America med flere.
Sony BMG havde også en afdeling i Danmark kaldet Sony BMG Music Entertainment (Denmark). Afdelingen er videreført under navnet Sony Music Entertainment Denmark.